# Авеллино 1912
«Авелли́но» (итал. Associazione Sportiva Avellino 1912) — итальянский футбольный клуб из города Авеллино, выступающий в Серии С. Основан в 1912 году. Домашние матчи проводит на стадионе «Партенио», вмещающем 26 308 зрителей.

## История

### Основание
Клуб был основан под названием «U.S. Avellino» в 1912 году, чтобы быть представителем города Авеллино в итальянском футболе. Ранняя история клуба довольно туманна, так как он играл только в низших лигах Италии. Клуб не попадал даже в 4 дивизион (в данный момент, Серия D) с 1913 года, и вернулся в него, лишь после Второй мировой.

### Послевоенное появление
В первой половине своего существования в жизни клуба не было ничего примечательного, пока в первом после войны сезоне 1945/1946 он не смог пробиться в Серию С. В следующем сезоне клуб едва не попал в межрегиональный финал, заняв третье место в своей группе. «Авеллино» обошёл такие команды, как «Катания», «Реджина» и «Мессина» и вышел в Серию B в конце 1940-х. Но футбольная Италия славится своими «темными делами», и в том же году «Авеллино» был изгнан в четвёртый дивизион за нарушения. Хотя они смогли вернуться в Серию С, после одного сезона «Авеллино» вновь вылетел в Серию D и провёл там шесть сезонов подряд. В течение шести сезонов «Авеллино» получил повышение в Серию С три раза, дважды выбывая обратно.

### Возвышение
Дальше начался «Золотой век» клуба. В 1973 году «Авеллино» поднялся в Серию B, а в 1978 году взлетел в Серию А, где продержался 10 лет, вплоть до 1988 года, занимая позиции в середине таблицы (причем обыгрывал «Милан» со счётом 4:0). Лучшим результатом было восьмое место в 1987 году, когда в команде играли такие игроки, как Анджело Алессио, Паоло Бенедетти, Франко Коломба и Дирсеу. В последующие годы клуб попеременно выступал в Серии B и C1.
Недавно клуб отметился возвращением в Серию B после победы над «Наполи» в плей-офф Серии C1/B. Неудачный сезон 2005/2006 закончился неожиданным поражением от «Альбинолеффе» (0-2, 3-2) в плей-офф и вылет в более низшую лигу. В сезоне 2006/2007 клуб под руководством Джузеппе Гальдеризи, позже замененного на Джованни Вавассори, закончил на втором месте в Серии С1/B; вёл успешную кампанию за выход в плей-офф, в финале обыграл «Фоджу», и вновь вышел в Серию B. Тем не менее, за этим последовала отставка Вавассори 16 июля 2007 года, вскоре после его утверждения как главного тренера, и через два дня его место занял Маурицио Сарри. Через месяц сам Сарри подал в отставку, его заменили Гвидо Карбони, а позже Алессандро Калори. Несмотря на это, клуб завершил сезон на 19-м месте и не смог избежать вылета. Однако через некоторое время в результате расформирования «Мессины» клуб вернулся в Серию B и занял её место.

### Исключение из Высшего дивизиона Профессиональной лиги
Команда заняла предпоследнее место в сезоне 2008/2009 и вылетела в низшую лигу. 9 июля 2009 года Covisoc (Commissione ди Vigilanza Sulle Società Calcistiche, Комиссия по делам футбольных клубов) объявила, что команда не сумела пройти финансовую проверку, чтобы быть участником лиги. Клубу разрешили подать апелляцию на решение до 11 июля 2009 года. 11 июля «Авеллино» удалось обжаловать решение Комиссии.

### Avellino Calcio.12 S.S.D. — рестарт с Серии D
Новый клуб основан летом 2009 года под названием «Авеллино.12» (итал. "Avellino Calcio.12 S.S.D.") и получил право играть в Серии D, но 4 августа 2010 он был переведён во Второй дивизион Профессиональной лиги из-за недобора команд. Финансовые проблемы «Авеллино» — это наглядная демонстрация сложной ситуации со средствами среди большого числа итальянских клубов, таких как «Наполи» и «Фиорентина».

### Из Второго дивизиона Профессиональной лиги в Серию B
В сезоне 2010/2011 команда стала называться «Авеллино 1912» (итал. Associazione Sportiva Avellino 1912) и выступала во Втором дивизионе Профессиональной лиги, закончив сезон на 4-м месте, проиграв «Трапани» в плей-офф, но 4 августа 2011 клуб был принят в Высший дивизион Профессиональной лиги из-за недостатка участников. В сезоне 2012/2013 «Авеллино» выиграл Высший дивизион Профессиональной лиги, и команда перешла в Серию В.

## Цвета и символы
Традиционные цвета команды — зелёный и белый. Прозвище клуба «Lupi», что в переводе с итальянского — волки. На эмблеме клуба изображена голова волка.

## Болельщики
«Авеллино» имеет большое число фанатов, несмотря на размер города. Большинство болельщиков из города и его окрестностей, но клуб поддерживают и в северной Италии, где много эмигрантов из окрестностей Авеллино.

## Титулы

### Национальные титулы
- Серия С1:

- Чемпионы (2): 2002/2003, 2012/2013
- Вице-чемпионы (3): 1994/1995, 2004/2005, 2006/2007

- Кубок Италии Серии С

- Обладатели (1): 1972/1973

- Суперкубок Высшего дивизиона Профессиональной лиги:

- Обладатели (1): 2013

## Состав

### Закрепленные номера
- 10 —  Адриано Ломбарди (1975—79) — закреплен посмертно в 2007 году[2].